# Тартар (острів)
Острів Татар — невеликий (13 га), вільний від льоду острів завдовжки 0,6 км, розташований 0,7 км на північний захід від точки Раунд, біля північного узбережжя острова Кінг-Джордж на Південних Шетландських островах Антарктиди.
Він був названий Антарктичним комітетом географічних назв Великої Британії (UK-APC) у 1960 році за пломбувальне судно Tartar (Captain Pottinger) з Лондона, яке відвідувало Південні Шетландські острови в 1821–22 роках.

## Важлива зона для птахів
Острів був визначений Міжнародним центром птахів (IBA) важливою зоною для птахів, оскільки він підтримує колонію з розмноженням близько 18 000 пар арктичних пінгвінів. 